# Vanessa Daou
Pour les articles homonymes, voir Daou.
Vanessa Daou (née le 4 octobre 1967 à Saint Thomas) est une auteur-compositeur-interprète, poétesse, artiste visuelle et danseuse américaine.

## Biographie
Née dans les Îles Vierges des États-Unis, Vanessa Daou déménage en 1984 dans le Massachusetts. Elle étudie la danse à l'université Columbia et est diplomée du Barnard College. Elle explore la danse avec Erick Hawkins, la poésie avec Kenneth Koch et les arts visuels avec Barry Moser.
Vanessa et Peter Daou, son mari,  signent un premier single en 1992 avec Columbia Records intitulé les Surrender Yourself qui fait partie de l'album Head Music avec le groupe The Daou (en),. Son premier album solo, Zipless qui mêle féminisme et sexe avec des textes  d'Erica Jong sort deux ans plus tard en 1995. L'année suivante en 1996, elle sort Slow to Burn qui s'inspire des vie de Joséphine Baker, Camille Claudel et Billie Holliday.
Elle sort ensuite jusqu'à l'an 2000 trois albums en indépendant. En 1997, sa chanson If I Could (What I Would Do) fait partie de la bande originale du film Le Loup-garou de Paris. En 1999, c'est How Do Youl Feel qui figure dans la bande originale du film La Main qui tue.
En 2000 elle coopère avec Étienne Daho sur l'abum Corps et âme, et assure ensuite la première partie de ses tournées. Son cinquième album solo est Make You Love.

## Discographie

### Albums
- Head Music (avec le groupe The Daou) - 1992
- Zipless - 1994
- Slow to Burn - 1996[6].
- Plutonium Glow - 1997/1998 (deux versions)[6]
- Dear John Coltrane - 1999
- Make You Love - 2000[10]
- Joe Sent Me - 2008
- Sweet Light Crude - 2013
- Welcome to My Blues: An Anthology (1994-2017) - 2017

### Collaborations
- Make Believe d'Étienne Daho - 2000
- Week-end à Rome d'Étienne Daho sur l'album Daho Live - 2001
- Sunday Afternoon de Dimitri from Paris - 2006